# Pont Marius-Gontard
Pour les articles homonymes, voir Gontard.
Le pont Marius-Gontard est, historiquement, le deuxième site de franchissement de l'Isère à Grenoble. Il relie la rue Marius-Gontard (rive gauche) à l'intersection des quais de France et Perrière, rive droite. La construction du premier pont de pierre, décidée par Lesdiguières, débuta en 1621 et ne fut finalement achevée qu'en 1671 par son petit-fils, François de Bonne de Créqui, d'où le nom de pont Créqui qu'on lui donnait aussi au XVIIe siècle.
Après de nombreuses destructions et reconstructions causées par les inondations successives (1733, 1740), il est reconstruit en pierre en 1839 et appelé pont de l'Hôpital. Il porte depuis 1924 le même nom que la rue qu'il prolonge, celui d'un conseiller général grenoblois (1856-1923).

## Histoire

### Pont Créqui

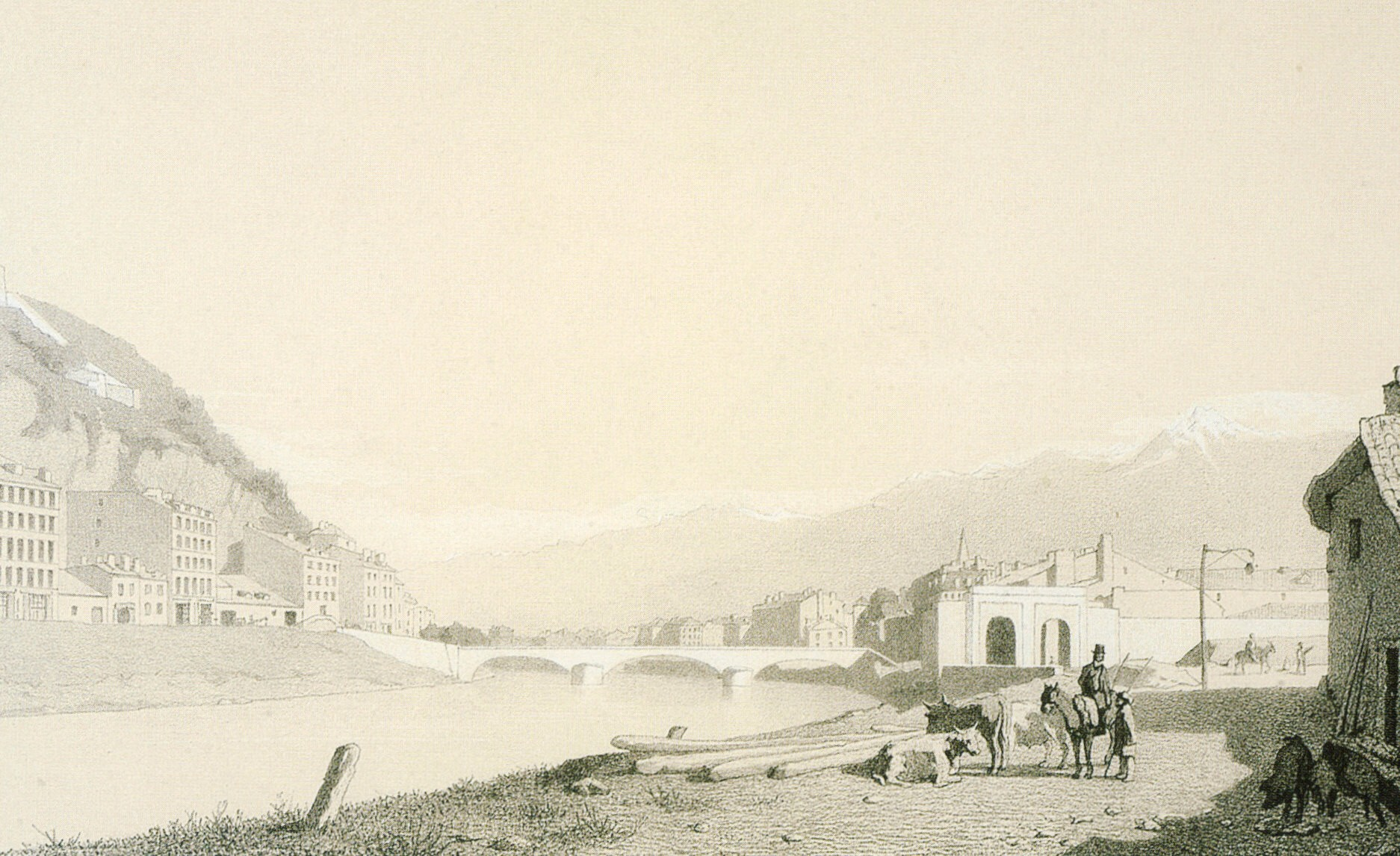
Grenoble vers 1860. Au premier plan, le quai de la Graille et l'abattoir municipal, au second plan la Porte Créqui et le Pont de l'Hôpital

Le duc de Lesdiguières, après avoir fait réparer le pont du Jacquemart (à l'emplacement de  actuelle Passerelle Saint-Laurent) et son horloge, détruite par son artillerie au cours du siège de Grenoble, lança en 1621 la construction d'un deuxième pont sur l'Isère, au niveau de l'entrée de la ville, au débouché de la porte de France, rive droite et aboutissant au quai de la Graille, rive gauche.
À son décès, en 1626, la construction est interrompue. Mais la destruction du pont du Jacquemart par les deux crues exceptionnelles des 14 et 30 novembre 1651, relance la construction du pont de pierre qui s'achève en 1671, sous le gouvernement de François de Bonne, à peine deux ans avant la crue du 5 juillet 1673. Fortement endommagé par les crues de 1733 et 1740, il fut reconstruit en 1740, mais avec un tablier de bois.

### Pont actuel

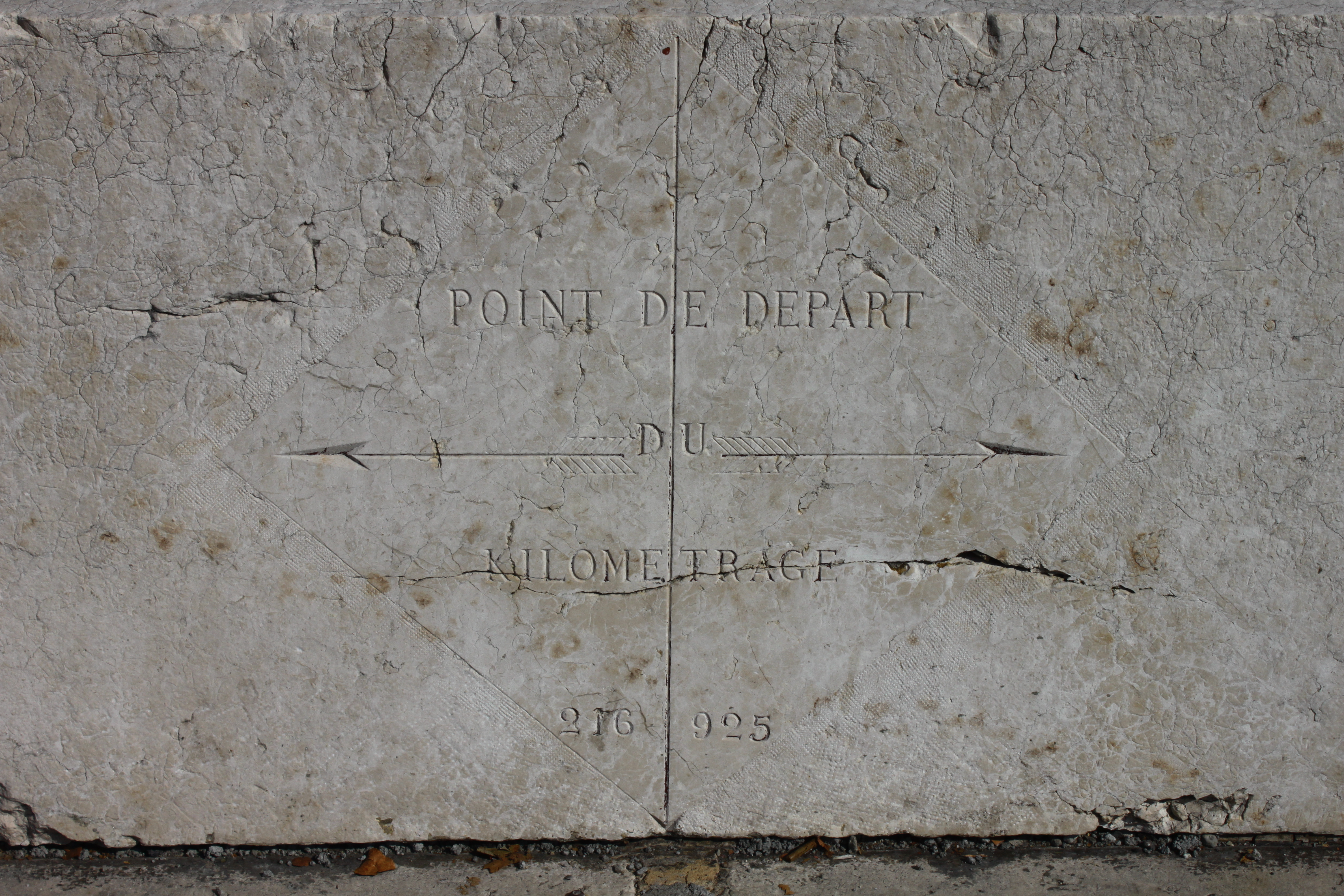
Point 0 du kilométrage

Le pont de pierre actuel, en pierre de Sassenage, fut construit en 1839, peu après le pont suspendu Saint-Laurent, dans le cadre des premiers travaux d'endiguement de l'Isère, par le Sieur Arnaud et fut appelé pont de l'Hôpital, puisqu'il conduisait, par la rue de l'Hôpital, directement à l'hôpital général.
D'une longueur totale de 73 mètres, il comporte trois travées, la travée centrale, la plus longue, ayant une portée de 27 mètres. Il a bien résisté aux inondations majeures de 1856, 1859, 1948, permettant aux habitants d'aller se réfugier sur les pentes de la Bastille. Mais, entre 1985 et 1987 des travaux de chemisage et de bétonnage en sous-œuvre des fondations des piles ont dû être entrepris, et un tapis en enrochement créé pour lutter contre l'érosion régressive qui menaçait de déchausser le pont et de fragiliser les quais.
C'est au centre de ce pont que se trouve le point de départ du kilométrage, matérialisé par une ligne verticale sur les deux parapets. L'altitude précise (216,965 mètres) gravée de part et d'autre de cette ligne au centre du pont est plus élevée que l'altitude de Grenoble (214 mètres).